# Semily
Semily (in tedesco Semil) è una città della Repubblica Ceca, capoluogo del distretto omonimo, nella regione di Liberec.

## Storia
La città di Semily sorse nel XIV secolo presso una fortezza. Dal 1542 venne a far parte dei possedimenti territoriali della famiglia Smiřický di Smiřice, e nel 1622 passò nelle mani dei Wallenstein. In seguito si avvicendarono diversi domini.
Con la costruzione della linea ferroviaria che univa il nord al sud della Germania, nel 1855 Semily fu raggiunta dalla ferrovia. Nella seconda metà del XIX secolo, vi sorse un centro di industrie tessili.

## Suddivisione del territorio
Al comune di Semily appartengono le frazioni di Bítouchov, Podmoklice e Spálov.